# Aspidifrontia tanganyikae
Aspidifrontia tanganyikae är en fjärilsart som beskrevs av Emilio Berio 1964. Aspidifrontia tanganyikae ingår i släktet Aspidifrontia och familjen nattflyn. Inga underarter finns listade i Catalogue of Life.